# شين كون
شين كون (هانغل: 신건) هو محامي وسياسي كوري جنوبي، ولد في 12 فبراير 1941، وتوفي في 24 نوفمبر 2015. انتخب عضو الجمعية الوطنية الكورية الجنوبية ‏.